# Kaposgyarmat
Kaposgyarmat ist eine ungarische Gemeinde im Kreis Kaposvár im Komitat Somogy.